# Union sportive de Gilly
Dernière mise à jour : 1er juin 2012.
L'Union sportive de Gilly est un ancien club de football belge localisé à Gilly, dans la banlieue de Charleroi. Le club est fondé en 1909, et cesse ses activités peu après la Seconde Guerre mondiale. Au cours de son Histoire, il dispute 8 saisons dans les divisions nationales, toutes en Promotion, alors troisième et dernier niveau national.
Après sa dissolution, un autre club est fondé dans la commune en 1947 sous le nom de Football Club Gilly. Il s'agit d'un club différent de l'Union Sportive Gilly, qui n'a pas encore joué dans une division nationale depuis sa création.

## Histoire

### Fondation du club
L'Union Sportive de Gilly voit le jour en 1909, et s'affilie quelques mois plus tard à l'UBSSA, la fédération nationale de football. Le club reçoit le statut de « stagiaire », qu'il conserve jusqu'au début des années 1920. L'équipe évolue dans les championnats régionaux, et porte les couleurs jaune et bleu. En décembre 1926, le club reçoit le matricule 139. Quatre ans plus, le club atteint pour la première fois de son Histoire la Promotion, alors troisième et dernier niveau national.

### Passage en nationales, guerre et dissolution
Lors de ses premières saisons en Promotion, le club joue pour éviter la relégation. Il obtient son meilleur classement en 1934 avec une troisième place, à bonne distance (7 points) du champion, Montegnée. Après une saison plus délicate terminée en dixième position, le club obtient encore une quatrième et une cinquième place les saisons suivantes. Hélas, en 1938, l'US Gilly termine avant-dernière de sa série et doit quitter les séries nationales après huit saisons de présence consécutives. Les soucis du club ne s'arrêtent cependant pas là. En 1939, la quasi-totalité des joueurs sont mobilisés en prévision de la guerre imminente, ce qui contraint le club à arrêter ses activités. Après le conflit, le club est reconstitué, et autorisé par l'Union Belge à reprendre son matricule 139. Reconnu par la même occasion « Société Royale », il prend le nom de Royal Gilly Sport. Mais ce qui devait être une renaissance s'avère être finalement le chant du cygne du club, qui met un terme définitif à ses activités en 1945, après avoir rejoué une saison.

### Refondation
Vers la fin de l'année 1947, d'anciens membres de l'US Gilly décident de fonder un nouveau club dans la commune, qu'ils baptisent Football Club Gilly et choisissent de reprendre les couleurs jaune et bleu de l'ancien club. Celui-ci est affilié à l'Union Belge le 11 février 1948, et reçoit le matricule 4878. Le 3 mars 1998, le club est reconnu « Société Royale » et devient le Royal Football Club Gilly. Ce club n'a jusqu'à présent jamais évolué dans une division nationale. Au début des années 2000, il participe plusieurs fois au tour final pour la montée, mais échoue à chaque fois. En 2009, sujet à des problèmes financiers, le club descend en deuxième provinciale, où il évolue toujours en 2011-2012.

## Résultats dans les divisions nationales
Statistiques clôturées, club disparu

### Bilan
| Niv | Divisions     | Jouées | Titres | TM Up | TM Down |
| --- | ------------- | ------ | ------ | ----- | ------- |
| I   | 1re nationale | 0      | 0      |       |         |
| II  | 2e nationale  | 0      | 0      |       |         |
| III | 3e nationale  | 8      | 0      |       |         |
| IV  | 4e nationale  | 0      | 0      |       |         |
| V   | 5e nationale  | 0      | 0      |       |         |
|     |               |        |        |       |         |
|     | TOTAUX        | 8      | 0      | 0     | 0       |

- TM Up : test-match pour départager des égalités, ou toutes formes de Barrages ou de Tour final pour une montée éventuelle.
- TM Down : test-match pour départager des égalités, ou toutes formes de Barrages ou de Tour final pour le maintien.

### Classements saison par saison
| Ordre             | Saison  | Nom du club                                                            | Niveau                                                                 | Classement final                                                       | Remarques                                                              |
| ----------------- | ------- | ---------------------------------------------------------------------- | ---------------------------------------------------------------------- | ---------------------------------------------------------------------- | ---------------------------------------------------------------------- |
| 1                 | 1930-31 | US Gilly                                                               | Promotion (D3) série B                                                 | 10e/14                                                                 |                                                                        |
| 2                 | 1931-32 | US Gilly                                                               | Promotion (D3) série C                                                 | 7e/14                                                                  |                                                                        |
| 3                 | 1932-33 | US Gilly                                                               | Promotion (D3) série C                                                 | 10e/14                                                                 |                                                                        |
| 4                 | 1933-34 | US Gilly                                                               | Promotion (D3) série C                                                 | 3e/14                                                                  |                                                                        |
| 5                 | 1934-35 | US Gilly                                                               | Promotion (D3) série B                                                 | 10e/14                                                                 |                                                                        |
| 6                 | 1935-36 | US Gilly                                                               | Promotion (D3) série B                                                 | 5e/14                                                                  |                                                                        |
| 7                 | 1936-37 | US Gilly                                                               | Promotion (D3) série A                                                 | 4e/14                                                                  |                                                                        |
| 8                 | 1937-38 | US Gilly                                                               | Promotion (D3) série C                                                 | 13e/14                                                                 | Relégué!                                                               |
| séries régionales |         |                                                                        |                                                                        |                                                                        |                                                                        |
| X                 | 1945    | Le club cesse définitivement ses activités, le matricule 139 est radié | Le club cesse définitivement ses activités, le matricule 139 est radié | Le club cesse définitivement ses activités, le matricule 139 est radié | Le club cesse définitivement ses activités, le matricule 139 est radié |

### Sources et liens externes
- (nl) « Fiche de l'équipe », sur Belgian Soccer Database
- Jules Tonneel, Cent ans de football à Gilly édité par le Cercle d'Histoire de Gilly, paru en 1996.